# Kronobergs län
Koordinaten: 56° 47′ N, 14° 26′ O

Kronobergs län ist eine Provinz (län) in der historischen südschwedischen Provinz Småland. Verwaltungssitz der Provinz ist Växjö.
Benannt ist Kronobergs län nach der Ruine Kronoberg bei Växjö. Die dünn besiedelte Landschaft ist durch ausgedehnte Nadelwälder, viele Seen (Bolmen, Åsnen, Möckeln (Älmhult)) und landwirtschaftliche Flächen (v. a. Weidewirtschaft) geprägt.

## Gemeinden und Orte

### Gemeinden
Kronobergs län besteht aus acht Gemeinden (schwed. kommuner).
| Gemeinde   | Einwohner |
| ---------- | --------- |
| Älmhult    | 17.653    |
| Alvesta    | 19.830    |
| Lessebo    | 08.289    |
| Ljungby    | 28.280    |
| Markaryd   | 9.938     |
| Tingsryd   | 11.966    |
| Uppvidinge | 09.061    |
| Växjö      | 98.334    |

(Stand: 31. Dezember 2024)

### Größte Orte
- Växjö (60.887)
- Ljungby (15.205)
- Älmhult (8.955)
- Alvesta (8.017)

(Einwohner Stand 31. Dezember 2010)

## Politik
Die Wahl zum Landsting 2010 ergab Zugewinne für Moderate, Grüne und Rechtspopulisten.
| Partei                   | Prozent 2006 | Prozent 2010 | Mandate 2010 |
| Moderata Samlingspartiet | 23,10        | 27,01        | 12 (+2)      |
| Centerpartiet            | 13,49        | 10,71        | 05 (−2)      |
| Folkpartiet liberalerna  | 06,15        | 05,73        | 03 (±0)      |
| Kristdemokraterna        | 08,30        | 06,03        | 03 (−1)      |
| Socialdemokraterna       | 36,15        | 33,73        | 15 (−1)      |
| Vänsterpartiet           | 06,80        | 06,67        | 03 (±0)      |
| Miljöpartiet de Gröna    | 03,60        | 05,31        | 02 (±0)      |
| Sverigedemokraterna      | 02,16        | 04,71        | 02 (+2)      |
| Sonstige                 | 00,24        | 00,11        | 00 (±0)      |
| Summe                    | 100          | 100          | 45 (±0)      |

## Wappen
Das Wappen zeigt in Gold einen blaubewehrten roten Löwen mit rotem, silbergespitztem Pfeil und schwarzem Bogen, zum Schildhaupt zielend und auf einem grünen Dreiberg stehend.